# Fayette County, Iowa
Fayette County är ett administrativt område i delstaten Iowa, USA, med 20 880 invånare. Den administrativa huvudorten (county seat) är West Union.

## Geografi
Enligt United States Census Bureau har countyt en total area på 1 894 km². 1 893 km² av den arean är land och 1 km² är vatten.

### Angränsande countyn
- Allamakee County - nordost
- Black Hawk County - sydväst
- Buchanan County - syd
- Bremer County - väst
- Chickasaw County - nordväst
- Clayton County - öst
- Delaware County - sydost
- Winneshiek County - nord

### Orter
- Arlington
- Oelwein
- Wadena
- West Union (huvudort)